# Lenna (Oklahoma)
Pour les articles homonymes, voir Lenna (homonymie).
Lenna est une communauté fantôme devenue une zone non incorporée du comté de McIntosh (Oklahoma), aux États-Unis. Le bureau de poste a été fondé le 4 janvier 1902. L'endroit fut nommé à la suite d'un tirage au sort du nom de Lenna Moore, une Amérindienne de la tribu des Creeks.